# マルガレーテ・フォン・ザクセン (1840-1858)
マルガレーテ・フォン・ザクセン（Margarete von Sachsen, 1840年5月24日 - 1858年9月15日）は、ザクセン王国の王族。ザクセン王ヨハンの五女で、オーストリア大公カール・ルートヴィヒの最初の妃。
全名はマルガレーテ・カロリーネ・フリーデリケ・ツェツィーリエ・アウグステ・アマーリエ・ヨゼフィーネ・エリーザベト・マリア・ヨハンナ（Margarete Karoline Friederike Cecilie Auguste Amalie Josephine Elisabeth Maria Johanna）。

## 生涯
1840年5月24日、ザクセン王ヨハンとその妃であったバイエルン王マクシミリアン1世の娘アマーリエ・アウグステの間に第八子としてドレスデンで生まれた。
1856年11月4日、16歳でカール・ルートヴィヒと結婚。
1858年9月15日、モンツァで腸チフスのため18歳で急逝した。子供はなかった。